# كاوري تشيبا
كاوري تشيبا (باليابانية: 千葉 香織) (من مواليد 29 يناير 1981) هي لاعبة هوكي الحقل من اليابان.
شاركت في دورة الألعاب الآسيوية 2006 في الدوحة، قطر.

## روابط خارجية
- كاوري تشيبا على موقع اللجنة الأولمبية الدولية (الإنجليزية)
- كاوري تشيبا على موقع أوليمبيديا (الإنجليزية)